# Rivoluzione scientifica

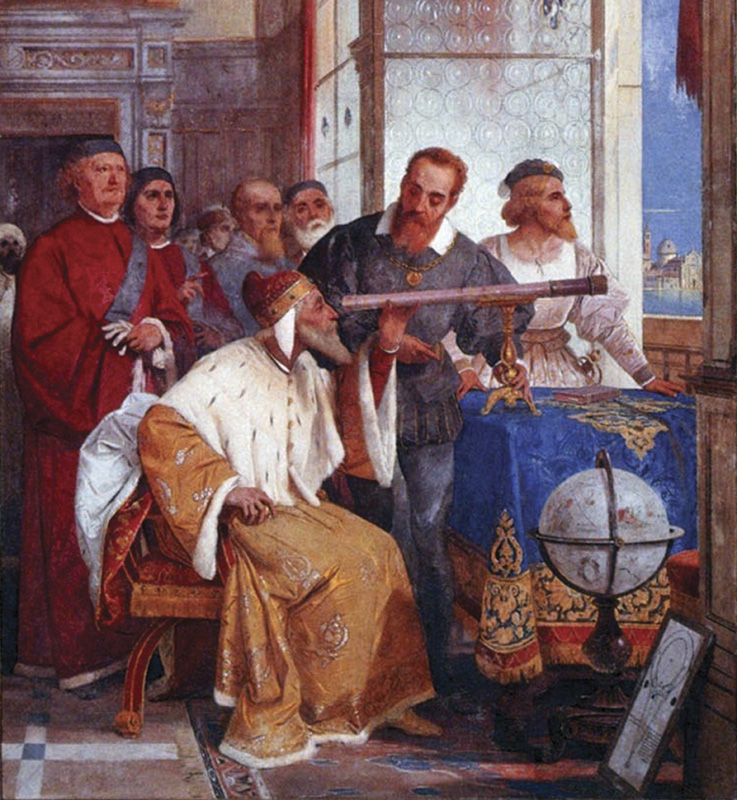
Galileo Galilei che mostra l'uso del cannocchiale al Doge di Venezia, affresco di Giuseppe Bertini

La rivoluzione scientifica fu una fase di straordinario sviluppo della scienza che si sviluppò a partire dal 1543, data di pubblicazione dell'opera di Niccolò Copernico, Le rivoluzioni degli astri celesti (rivoluzione copernicana), al 1687, data di pubblicazione dell'opera di Isaac Newton Philosophiae Naturalis Principia Mathematica (I principi matematici della filosofia naturale), comprendendo la nascita del metodo scientifico da parte di Galileo Galilei.

## Introduzione
Gli storici descrivono il sorgere della scienza moderna durante il primo periodo moderno, indicandolo come Rivoluzione scientifica, quando gli sviluppi in matematica, fisica, astronomia, biologia (includendo l'anatomia umana) e chimica trasformarono la visione della società riguardo alla natura. La Rivoluzione scientifica prese piede in Europa verso la fine del Rinascimento e continuò lungo il tardo XVIII secolo, influenzando il movimento sociale e intellettuale conosciuto come Illuminismo. Il periodo che va dal 1543, anno della pubblicazione de Le rivoluzioni degli astri celesti di Niccolò Copernico, al 1687, anno di pubblicazione de I principi matematici della filosofia naturale di Isaac Newton, viene generalmente indicato come periodo della "Rivoluzione scientifica".
La Rivoluzione scientifica è un portentoso movimento di idee che, a partire dall'opera di Copernico e Keplero, acquista nel Seicento i suoi caratteri qualificanti nell'opera di Galileo, trova i suoi filosofi – per aspetti differenti – in Bacone e Cartesio, ed esprime la sua più matura configurazione nell'immagine newtoniana dell'universo orologio. Negli anni che corrono tra Copernico e Newton muta l'immagine dell'universo, ma cambiano anche le idee sulla scienza, sul lavoro scientifico e sulle istituzioni scientifiche, sui rapporti tra scienza e società e tra sapere scientifico e fede religiosa (Baruch Spinoza).

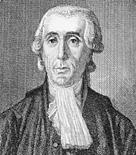
Jean Sylvain Bailly

Il concetto di una rivoluzione scientifica come prendente luogo in un periodo esteso emerse nel XVIII secolo nell'opera di Jean Sylvain Bailly, che lo interpretò come un processo a due stadi, di spazzamento del vecchio e di istituzione del nuovo. L'inizio della Rivoluzione scientifica, il Rinascimento scientifico, prestava attenzione sul recupero della conoscenza degli antichi; è generalmente considerato come termine di questo periodo l'anno 1632, con la pubblicazione del Dialogo sopra i due massimi sistemi del mondo di Galileo. Il completamento della Rivoluzione scientifica è attribuito alla "grande sintesi" dei Principia di Isaac Newton del 1687, il quale formulò le leggi del moto e la gravitazione universale, e completò la sintesi di una nuova cosmologia. Dalla fine del XVIII secolo, la Rivoluzione scientifica diede luogo alla "Age of Reflection".
La formazione di un nuovo tipo di sapere che necessitava del continuo controllo dell'esperienza, richiedeva un nuovo tipo di dotto che non era né il mago, né l'astrologo, né l'erudito medievale commentatore di testi antichi; il nuovo dotto è lo scienziato sperimentale moderno, il quale usa strumenti sempre più precisi, e che riesce a fondere la "teoria" con la "tecnica"; è il ricercatore che convalida teorie con esperimenti effettuati tramite operazioni strumentali con e su oggetti. È stato sostenuto che la scienza moderna sarebbe nata presso gli artigiani e poi sarebbe stata ripresa dagli scienziati. Alla domanda «chi ha creato la scienza?» la risposta più plausibile è quella di Alexandre Koyré: sono stati gli scienziati a creare la scienza ma questa si sviluppò perché trovò una base tecnologica di macchine e strumenti. Il nesso tra teorie e pratica, tra sapere e tecnica rende conto di un ulteriore fenomeno che accompagna la nascita e lo sviluppo della scienza moderna, e cioè della crescita della strumentazione. Nel corso della Rivoluzione scientifica gli strumenti entrano con funzione conoscitiva dentro alla scienza: la rivoluzione scientifica sancisce la legalità degli strumenti scientifici. Gli studiosi marxisti, come Edgar Zilsel, hanno interpretato la Rivoluzione scientifica soffermandosi sull'interazione sociale tra dotti e artigiani, tra sapere pratico e sapere teorico. Ad avviso di Zilsel, è proprio questa fusione ad aver generato il metodo scientifico.
Il rapporto tra scienza e tecnologia è un fenomeno che si è creato negli ultimi secoli; fino a tutto il Cinquecento la scienza e la tecnologia erano campi totalmente separati. Quando Bacone, all'inizio del Seicento, li mise in connessione fra loro, fu un'idea rivoluzionaria. Questo rapporto si strinse durante il Seicento e il Settecento, e fu solo durante l'Ottocento che il legame diventò inscindibile - a differenza dell'epoca premoderna, durante la quale la maggior parte dei governanti non finanziavano la ricerca sulla natura dell'universo allo scopo di sviluppare nuove tecnologie. Come detto, in epoca premoderna, lo sviluppo di nuove tecnologie, casualmente, era condotto da qualche artigiano, che poteva non avere istruzione e che procedeva per tentativi (non sistematicamente). Un esempio, dice Harari, è la tecnologia militare: solo nel XV secolo – circa seicento anni dopo l'invenzione della polvere da sparo in Cina – i cannoni diventarono un fattore decisivo sui campi di battaglia dell'Afro-Asia. Ci volle tutto questo tempo perché la polvere da sparo comparve in un tempo in cui né i re, né i sapienti, né i mercanti ritenevano che una nuova tecnologia militare potesse salvarli o arricchirli. La situazione cominciò a cambiare nel XV e nel XVI secolo, ma passarono altri duecento anni prima che i governanti manifestassero interesse nel finanziare la ricerca e lo sviluppo di nuovi armamenti. Scienza, industria e tecnologia militare cominciarono a intrecciarsi soltanto con l'avvento del sistema capitalistico e con la prima Rivoluzione industriale.

### La fisica premoderna

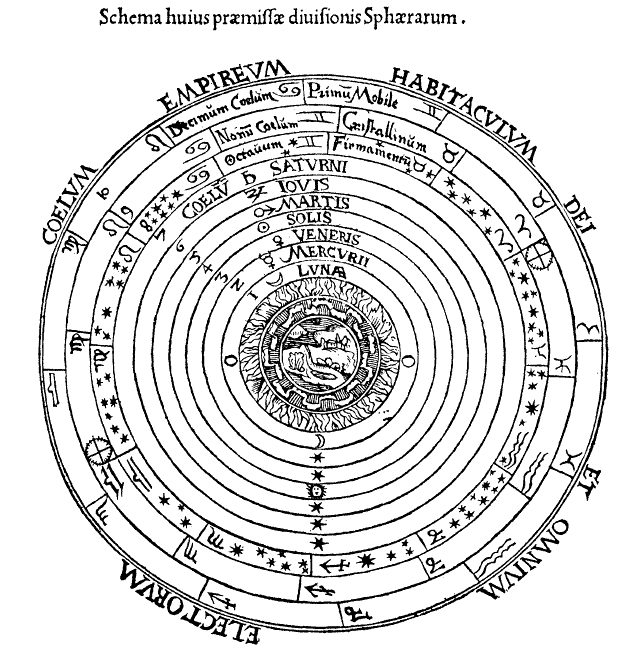
Una rappresentazione del 1524 dell'Universo, influenzata pesantemente dalle idee di Aristotele

La Rivoluzione scientifica è stata costruita sulla base degli sviluppi nel periodo medioevale della filosofia della scienza, e in particolare della filosofia della fisica, degli antichi Greci, elaborata e sviluppata ulteriormente in ambito greco-romano e islamico medievale. La tradizione aristotelica era ancora un importante contesto di riferimento intellettuale nel XVII secolo, sebbene a quel tempo i filosofi naturali se ne allontanassero molto. Le idee chiave risalenti all'Antichità classica cambiarono drasticamente negli anni, in molti casi furono screditate. Le idee che furono fondamentalmente trasformate durante la Rivoluzione scientifica, sono:
- La cosmologia aristotelica che piazzava la Terra al centro di una gerarchia di sfere cosmiche. Le regioni terrestri e celesti erano composte da differenti elementi che possedevano diversi tipi di movimenti naturali.
  - I movimenti dall'alto in basso e dal basso in alto sono propri dei quattro elementi che compongono le cose terrestri, o sublunari: acqua, aria, terra e fuoco, detti anche da Aristotele «corpi semplici». Per spiegare tali movimenti, Aristotele ricorre alla teoria dei luoghi naturali, secondo la quale ognuno dei quattro elementi elencati ha nell'universo un proprio «luogo naturale»: se, dunque, una parte di essi viene allontanata dal suo luogo naturale (il che non può avvenire se non con un moto "violento", cioè contrario alla situazione naturale dell’elemento), essa tende a ritornarvi con un moto naturale.[12]
  - Il movimento circolare, invece, non ha contrari, sicché le sostanze che si muovono con questa specie di movimento sono di necessità immutabili, ingenerabili e incorruttibili. Aristotele ritiene che l’etere, l’elemento che compone i corpi celesti, sia l’unico a muoversi di movimento circolare. Questa opinione – secondo cui i corpi celesti sono formati da un elemento diverso rispetto agli elementi che compongono il resto dell’universo e perciò non sono soggetti alla vicenda di nascita, morte e mutamento che caratterizza le altre cose – durerà a lungo nella cultura occidentale e sarà abbandonata solo nel XV secolo, con Niccolò Cusano.[12]
- Il modello tolemaico del moto planetario: basato sul modello geometrico di Eudosso di Cnido, l'Almagesto di Tolomeo, dimostrava che i calcoli potevano computare l'esatta posizione del Sole, della Luna, delle stelle e dei pianeti, nel futuro e nel passato, e mostrava come questi modelli computazionali erano derivati da osservazioni astronomiche. In quanto tali, essi costituirono il modello per gli sviluppi astronomici successivi. La base fisica per i modelli tolemaici chiamava in causa dei gusci sferici, sebbene i modelli più complessi erano inconsistenti con questa spiegazione fisica.[13]

All'inizio del Seicento, la visione medievale del mondo era crollata e il complesso modello matematico dell'universo geocentrico tolemaico venne sostituito da un modello matematico più semplice e più coerente di un universo eliocentrico. Era stato dimostrato che la fisica aristotelica era, per molti aspetti, sbagliata o inadeguata ed era stata scossa la sua concezione di un elaborato universo gerarchico, ma non vi era ancora nessuna nuova, organica cosmologia che sostituisse ciò che era andato perduto.
Ai contemporanei non era del tutto chiara neppure la direzione del futuro progresso scientifico, come dimostrano le dispute persino tra i pensatori più "progressisti" sulla forma delle orbite planetarie. Per il grande pubblico tutto questo era molto sconcertante e le complesse controversie sulla magia, il misticismo e la teologia, che formavano parte integrante del dibattito filosofico e scientifico del tempo, e che senza le quali, probabilmente, non si sarebbe verificato alcun progresso scientifico, rimanevano incomprensibili all'uomo comune, come lo erano le nozioni di matematica superiore implicite in queste discussioni.

## Le idee rivoluzionarie

### Astronomia

#### Eliocentrismo
Fin dall'Antichità tutti gli scienziati avevano pensato che la Terra fosse immobile al centro dell'universo e che intorno le girassero il Sole, i pianeti e tutte le altre stelle. Questa teoria, la teoria geocentrica, era ormai antica di tredici secoli. Era stata autorevolmente enunciata dall'astronomo greco Tolomeo e fino ad allora tutti l'avevano ritenuta vera. Ma all'inizio del XVI secolo, quando tutti gli studi scientifici ebbero una sbalorditiva rinascita, Niccolò Copernico affermò che la teoria di Tolomeo era sbagliata.
Copernico espose la propria teoria eliocentrica, in particolare, nell'opera Le rivoluzioni degli astri celesti, pubblicata nell'anno della sua morte. Lo stesso Copernico sintetizzò il proprio sistema in alcuni assunti fondamentali:
1. Il centro dell'universo non coincide con il centro della Terra, ma con il centro del Sole. La Terra e gli altri pianeti si muovono lungo orbite circolari che hanno il Sole al centro: da questo movimento dipende anche l'alternarsi delle stagioni.
2. Il movimento diurno del Sole nel cielo è solo apparente e dipende dalla rotazione che la Terra compie in 24 ore intorno al proprio asse.
3. La distanza fra la Terra e il Sole è infinitamente piccola se paragonata alla distanza esistente fra la Terra e le stelle.

La teoria di Copernico era rivoluzionaria poiché, oltre a contraddire le Sacre Scritture, metteva in crisi la tradizionale concezione aristotelico-tolemaica. Copernico tolse la Terra – e con la Terra, anche l'uomo – dal centro dell'universo. La Terra non è più il centro dell'universo, ma è un corpo celeste come gli altri; essa non è più, appunto, quel centro dell'universo creato da Dio in funzione di un uomo concepito come il punto più alto della creazione al quale sarebbe funzionalizzato l'intero universo.
Il danese Tycho Brahe propose un modello compromissorio, in cui la Terra rimaneva al centro dell'universo; ma solamente al centro delle orbite del Sole, della Luna e delle stelle fisse; mentre il Sole era al centro delle orbite dei cinque pianeti conosciuti al tempo: (Mercurio, Venere, Marte, Giove, Saturno). Il sistema tychonico non convinse né Keplero né Galilei. Le scoperte di Keplero confermarono e perfezionarono la teoria copernicana. Keplero fu un astronomo che, utilizzando le accurate osservazioni di Tycho Brahe, propose l'idea che i pianeti ruotassero attorno al Sole, non in orbite circolari, ma in orbite ellittiche (vedi Leggi di Keplero). Questo gli permise di creare un modello del sistema solare che costituiva un miglioramento del sistema originario di Copernico (sistematizzò matematicamente il sistema copernicano) e l'idea delle orbite ellittiche spezzava definitivamente il dogma antico e ormai venerabile della naturalità e perfezione del moto circolare. I contributi principali di Galileo all'accettazione del sistema eliocentrico erano le sue meccaniche, ovvero le osservazioni che egli fece con il suo telescopio. Impiegando una primitiva teoria dell'inerzia, Galileo poteva spiegare perché le rocce che cadono da una torre seguono un percorso dritto anche se la terra ruota. Le sue osservazioni delle lune di Giove, delle fasi di Venere, delle macchie solari e dei monti lunari, aiutarono a screditare la filosofia aristotelica e la teoria tolemaica del sistema solare geocentrico. Per mezzo della combinazione di queste scoperte, il sistema eliocentrico guadagnò sostegno e, alla fine del XVII secolo, venne generalmente accettato dagli astronomi.
L'impegno raggiunse il culmine nel lavoro di Isaac Newton. I Principia di Newton formulavano le leggi del moto e la gravitazione universale, tesi che dominarono la visione scientifica dell'universo fisico per i successivi tre secoli. Con la sua legge di gravitazione, Isaac Newton riuscì a fondere le scoperte di Copernico, di Keplero, di Galileo, dimostrando per la prima volta con rigore matematico che le leggi a cui era soggetto il moto delle cose terrestri, erano le stesse a cui era soggetto il mondo delle cose celesti, superando il dogma della differenza ontologica fra questi due mondi.

#### Gravitazione
Nei suoi anni giovanili Newton non concepì la teoria della gravitazione universale (anche se nei suoi ricordi senili affermò il contrario), ma pervenne comunque a risultati molto interessanti relativi al moto circolare uniforme e alla forza di gravità.
Oltre a dimostrare il modello eliocentrico, Newton sviluppò inoltre la teoria della gravitazione. Nel 1679, egli cominciò a considerare la gravitazione e il suo effetto sulle orbite dei pianeti con riferimento alle leggi di Keplero del movimento planetario. Seguì uno stimolo dovuto a un breve scambio di lettere negli anni 1679-1680 con Robert Hooke, nominato per gestire la corrispondenza della Royal Society, e che ne aprì una destinata a suscitare contributi di Newton verso le transazioni della Royal Society.
L'interesse di Newton a risvegliare questioni astronomiche ricevette ulteriori stimoli dalla comparsa di una cometa nell'inverno del 1680-1681, sulla quale corrispose con John Flamsteed. Dopo gli scambi con Hooke, Newton elaborò una dimostrazione del fatto che la forma ellittica delle orbite planetarie sarebbe dovuta a una forza centripeta inversamente proporzionale al quadrato del vettore del raggio. Newton comunicò i suoi risultati a Edmond Halley e alla Royal Society nel Sul moto dei corpi in orbita, nel 1684. Questo trattato conteneva il nucleo che Newton sviluppò e espanse per dare forma ai Principia.
La legge di gravità dice, in breve, che la forza di gravitazione con cui due corpi si attraggono è direttamente proporzionale al prodotto delle loro masse e inversamente proporzionale al quadrato della loro distanza. In simboli, questa legge è espressa dalla nota formula:
{\displaystyle F=G\,{\frac {m_{1}m_{2}}{r^{2}}}}
dove {\displaystyle F} è la forza di attrazione, {\displaystyle m_{1}}e {\displaystyle m_{2}} sono le due masse, {\displaystyle r} è la distanza che separa le due masse, e {\displaystyle G} è una costante che vale in tutti i casi: nella reciproca attrazione tra la Terra e Luna, tra la Terra e la mela, ecc...
Sulla base della legge di gravitazione, «Newton è giunto a spiegare i moti dei pianeti, dei satelliti, delle comete fin nei particolari più minuti, nonché il flusso e il riflusso, il movimento di precessione della Terra: lavoro di deduzione di una grandezza unica». Dalla sua opera «risultava un quadro unitario del mondo e una effettiva, salda riunione della fisica terrestre e della fisica celeste. Cadeva in modo definitivo il dogma di una differenza essenziale fra i cieli e la Terra, fra la meccanica e l'astronomia e veniva anche spezzato quel "mito della circolarità" che aveva condizionato per più di un millennio lo sviluppo della fisica e che aveva pesato anche sul discorso di Galilei: i corpi celesti si muovono secondo orbite ellittiche, perché su di essi agisce una forza che li allontana continuamente dalla linea retta secondo la quale, per inerzia, essi continuerebbero il loro movimento» (P. Rossi).
I Principia furono pubblicati nel 5 luglio 1687 con l'incoraggiamento e l'aiuto economico di Edmond Halley. In quest'opera, Newton enunciava le tre leggi universali del moto che contribuirono a molti sviluppi durante la Rivoluzione industriale che presto seguì, e che non furono criticate per più di duecento anni. Molti di questi avanzamenti continuano ad essere le basi delle tecnologie non relativistiche nel mondo moderno. Egli utilizzò la parola latina "gravitas" (peso) per l'effetto che sarebbe divenuto noto come gravità e definì la legge di gravitazione universale sopracitata.
Il postulato di Newton di una forza invisibile capace di agire lungo ampie distanze, lo portarono ad essere criticato per aver introdotto "agenti occulti" nella scienza. In seguito, nella seconda edizione dei Principia (1713), Newton rigettò fermamente tali critiche in un General Scholium conclusivo, scrivendo che era sufficiente che i fenomeni implicassero un'attrazione gravitazionale, come di fatto facevano; ma non si è giunti a indicarne la causa, ed era sia inutile che improprio definire le ipotesi di cose che non erano implicate dai fenomeni (qui Newton usò quella che divenne la sua famosa espressione «hypotheses non fingo»).

### Biologia e Medicina
Gli scritti del medico greco antico Galeno dominarono il pensiero medico europeo per oltre un millennio, fino quasi al Rinascimento. Bisogna aspettare lo studioso Vesalio (1514-1564), che, mentre studiava e lavorava come medico chirurgo in Italia, dimostrò che vi erano degli errori nelle idee di Galeno. Vesalio dissezionò cadaveri umani, mentre Galeno dissezionava i cadaveri animali. Pubblicato nel 1543, il suo De corporis humani fabrica, fu un'opera rivoluzionaria di anatomia umana. Essa sottolineava la priorità della dissezione e ciò che venne a farsi chiamare la visione "anatomica" del corpo, vedendo il funzionamento interno umano come una struttura essenzialmente corporea piena di organi disposti nello spazio tridimensionale. Questo era in netto contrasto con molti modelli anatomici usati in precedenza, che avevano forti elementi galenici-aristotelici, nonché elementi di astrologia.
Le ricerche anatomiche mutarono di segno allorché William Harvey pubblicò nel 1628 il suo De motu cordis, dove è esposta la teoria della circolazione del sangue. Si trattò di una scoperta rivoluzionaria, almeno per tre ragioni:
1. In primo luogo, essa significò un ulteriore colpo – e un colpo decisivo – alla tradizione galenica.
2. In secondo luogo, venne posto un cardine della fisiologia sperimentale.
3. In terzo luogo, la teoria della circolazione del sangue - accolta da Cartesio e da Hobbes - divenne una delle basi più solide del paradigma meccanicistico in biologia.

Il cuore viene visto come una pompa, le vene e le arterie come tubi, il sangue come un liquido in moto sotto pressione, e le valvole delle vene svolgono la stessa funzione delle valvole meccaniche.
Anthony van Leeuwenhoek, che fu il padre della microscopia (costruì microscopi fino a duecento ingrandimenti), vide proprio la circolazione del sangue nei capillari della coda di un girino e della zampa di una rana.

### Chimica
La chimica, e la sua antecedente alchimia, divennero un aspetto sempre più importante del pensiero scientifico nel corso del XVI e XVII secolo. L'importanza della chimica ci viene indicata dalla gamma di importanti studiosi che parteciparono attivamente nella ricerca. Fra questi, l'astronomo Tycho Brahe, il medico e alchimista Paracelso, Robert Boyle, Thomas Browne e Isaac Newton. A differenze della filosofia meccanica, la filosofia della chimica ha sottolineato i poteri attivi della materia, che gli alchimisti spesso esprimevano in termini di principi vitali o attivi – di spiriti che operano nella natura.
I tentativi pratici per migliorare la raffinazione dei minerali e la loro estrazione per fondere i metalli, fu un'importante fonte di informazioni per i primi chimici nel XVI secolo. Fra questi vi era Georg Agricola, che pubblicò nel 1556 il suo grande lavoro De re metallica. La sua opera descrive i processi altamente sviluppati e complessi dell'attività estrattiva di minerali metallici grezzi e della metallurgia dell'epoca. Il suo approccio rimosse il misticismo associato con la materia, creando la base pratica sulla quale altri avrebbero costruito.
Il chimico inglese Robert Boyle è considerato colui che ha separato ulteriormente la chimica dall'alchimia. Sebbene la sua ricerca chiaramente trovi le proprie radici nella tradizione alchemica, Boyle è largamente considerato oggi come il primo chimico moderno, pertanto uno dei padri della chimica moderna, e uno dei pionieri del moderno metodo scientifico sperimentale. Con una serie di esperimenti, nel 1662 Boyle osservò che, in condizioni di temperatura costante, comprimendo una certa quantità di aria alla metà del suo volume, la pressione raddoppiava; riducendo a un terzo il volume, la pressione triplicava, e così via. Questa osservazione portò alla formulazione della legge di Boyle, valida per tutti i gas a comportamento ideale: «La pressione di una determinata quantità di gas, a temperatura costante, è inversamente proporzionale al volume».

### Fisica

#### Ottica

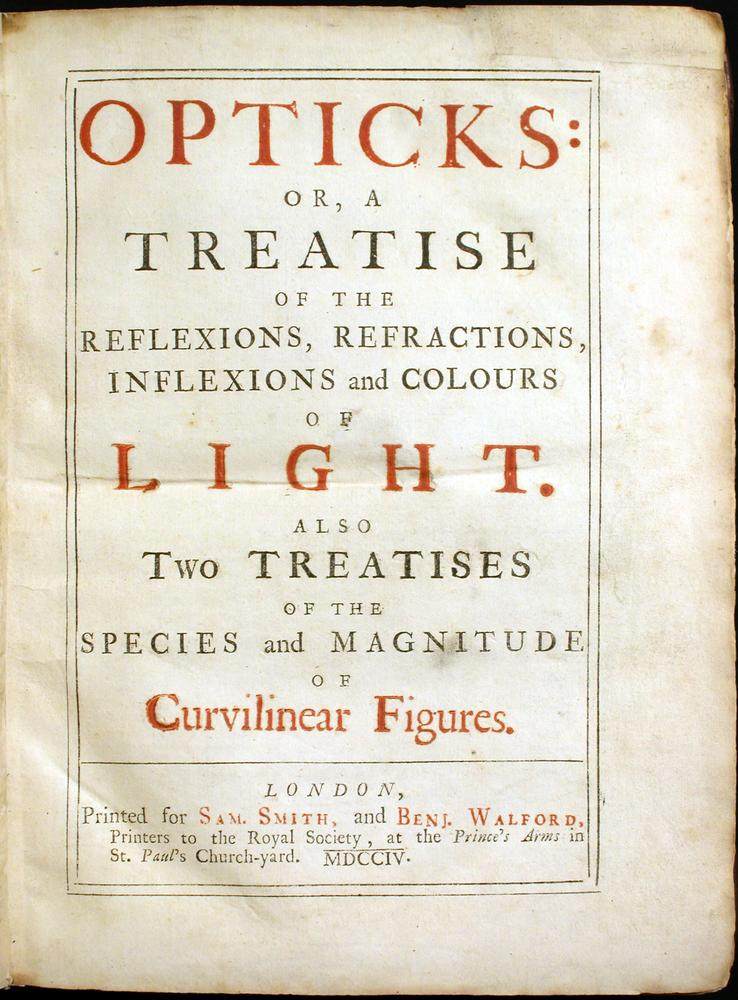
LOpticks di Isaac Newton

Un lavoro importante fu fatto nel campo dell'ottica. Giovanni Keplero pubblicò l'Astronomiae Pars Optica nel 1604. In essa, egli descriveva la legge dell'inverso del quadrato che governa l'intensità della luce, la riflessione da specchi piatti e curvi, e i principi della stenoscopia, come per esempio le implicazioni astronomiche dell'ottica (parallasse e le apparenti dimensioni dei corpi celesti). L'Astronomiae Pars Optica è generalmente riconosciuta come l'opera fondamentale dell'ottica moderna (sebbene la legge della rifrazione sia assente).
Willebrond Snellius trovò la legge matematica della rifrazione, oggi conosciuta come legge di Snell, nel 1621. Anche Cartesio deve essere considerato come uno degli scopritori della legge di rifrazione. Egli infatti aveva suggerito l’uso di lenti piano-iperboliche per focalizzare la luce di un fascio collimato tre anni prima di visitare Leiden nel 1630; comunque attribuì a se stesso la scoperta e pubblicò la legge del rapporto dei seni nel suo libro Dioptrique nel 1637.
Christiaan Huygens scrisse diverse opere riguardanti il campo dell'ottica. Fra queste: l'Opera reliqua (anche conosciuta come Christiani Hugenii Zuilichemii, dum viveret Zelhemii toparchae, opuscula posthuma) e il Traité de la lumière.
Isaac Newton indagò la rifrazione della luce, dimostrando che un prisma può decomporre la luce bianca in uno spettro di colori, e che una lente a un secondo prisma può ricomporre lo spettro multicolore in luce bianca. Egli mostrò inoltre che la luce colorata non cambia le sue proprietà filtrandone il fascio e facendola brillare su vari oggetti. Newton notò che, indipendentemente dal fatto che fosse stata riflessa, dispersa o trasmessa, essa restava dello stesso colore. Così, egli osservò che il colore è il risultato dell'interazione degli oggetti con la luce "già colorata" piuttosto che il prodotto degli oggetti stessi. Questa è conosciuta come la teoria del colore di Newton. Da questo lavoro egli concluse che qualsiasi telescopio rifrattore soffrirebbe della dispersione della luce nei colori. L'interesse della Royal Society lo incoraggiava a pubblicare i suoi appunti On Colour (in seguito sviluppati nell'Opticks). Newton sosteneva che la luce fosse composta da particelle o corpuscoli e che venivano rifratti a causa dell'accelerazione attraverso il mezzo più denso, ma doveva associarli a onde per spiegare la diffrazione della luce.
Nella sua opera Hypothesis of Light del 1675, Newton postulò l'esistenza dell'etere per la trasmissione di forze fra particelle. Nel 1704, Newton pubblicò l'Opticks, nella quale esponeva la sua teoria corpuscolare della luce. Egli considerava la luce come un composto di corpi estremamente sottili, tanto che la materia ordinaria era fatta da corpuscoli più grossi e speculò una sorta di trasmutazione alchemica.

#### Elettricità

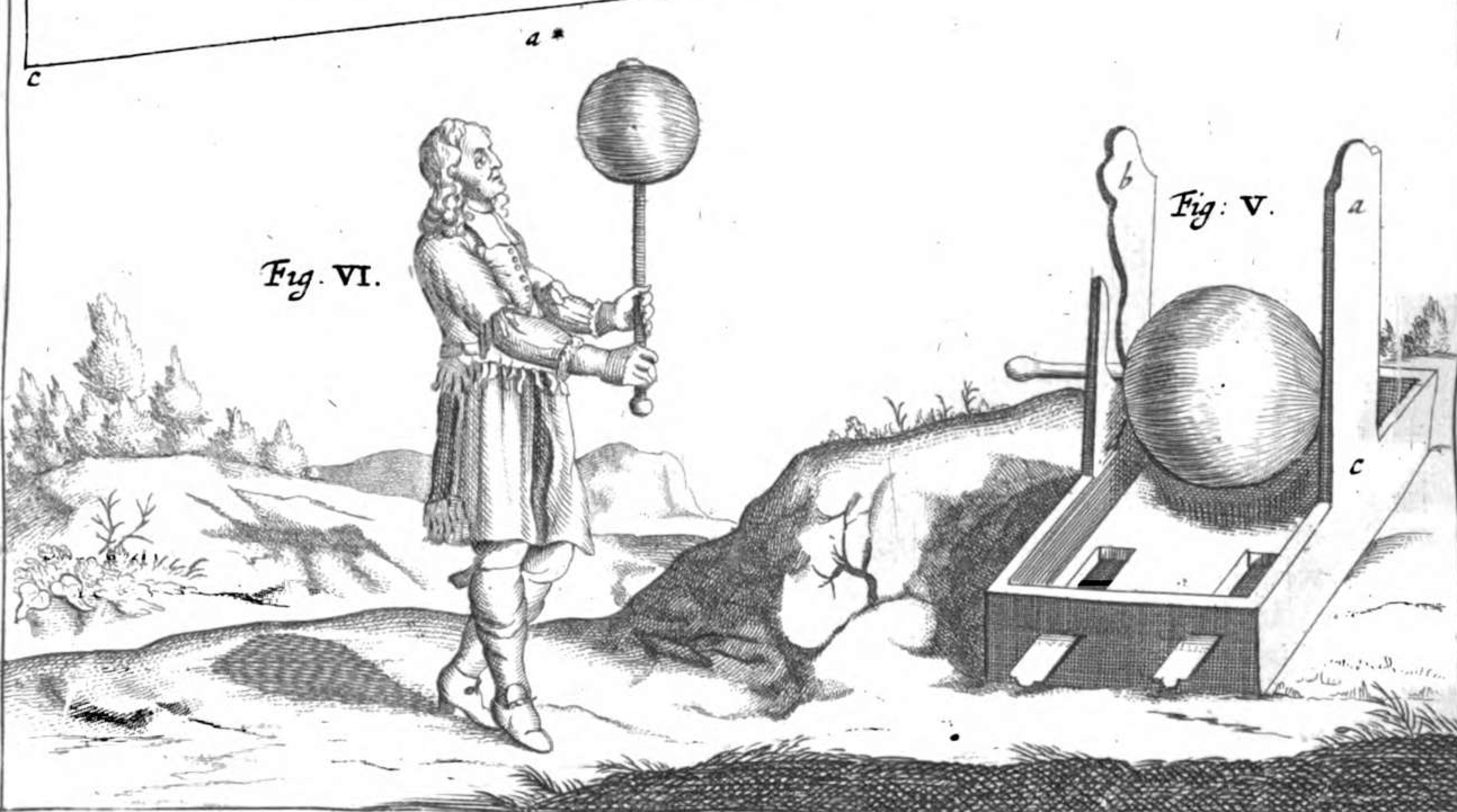
Esperimenti di elettrostatica di Otto von Guericke, pubblicati nel 1672

Il Dr. William Gilbert, nel De magnete, inventò la parola latina "electricus" da ἤλεκτρον (elektron), la parola greca che indicava l'ambra. Gilbert intraprese una serie di accurati esperimenti elettrici, nel corso dei quali scoprì che molte sostanze diverse dall'ambra, come la cera, il vetro, ecc..., erano in grado di manifestare proprietà elettriche. Gilbert inoltre scoprì che un corpo riscaldato perdeva la propria elettricità e che l'umidità preveniva l'elettrificazione di qualunque corpo, a causa del fatto ben noto che l'umidità comprometteva l'isolamento dei corpi. Notò anche che le sostanze elettrizzanti attraevano tutte le altre sostanze indiscriminatamente, mente un magnete attirava solo il ferro. Le molte scoperte di questo aspetto della natura fecero guadagnare a Gilbert il titolo di fondatore della scienza elettrica. Esplorando le forze che agiscono su un ago metallico leggero, equilibrato in un punto, egli estese l'elenco dei corpi elettrici, e trovò anche che molte sostanze, fra cui metalli e magneti naturali, non mostravano alcuna forza attrattiva quando venivano strofinati. Notò che un ambiente asciutto con il vento del nord o dell'est era la condizione ambientale più favorevole per manifestare i fenomeni elettrici, un'osservazione che poteva essere sbagliata, fino a che la differenza tra conduttore e isolante non sarebbe stata compresa.
Robert Boyle lavorò anche lui con dedizione alla nuova scienza dell'elettricità, e aggiunge svariate sostanze all'elenco di Gilbert. Egli ha lasciato un resoconto dettagliato delle sue ricerca sotto il titolo di Esperimenti sull'Origine dell'Elettricità. Boyle, nel 1675, dichiarò che l'attrazione elettrica e la repulsione possono agire nel vuoto. Una delle sue importanti scoperte era che i corpi elettrizzati nel vuoto avrebbero attirato sostanze luminose, il che indicava che l'effetto elettrico non dipendeva dall'aria in quanto mezzo. Egli aggiunse la resina all'elenco allora noto.
La ricerca continuò nel 1660 con Otto von Guericke, che inventò un primitivo generatore elettrostatico. Dalla fine del XVII secolo, i ricercatori svilupparono mezzi pratici per generare elettricità tramite attrito con un generatore elettrostatico, ma lo sviluppo di macchine elettrostatiche iniziò nel XVIII secolo, quando essere divennero gli strumenti fondamentali negli studi della nuova scienza dell'elettricità. Il primo uso della parola elettricità è attribuito a Sir Thomas Browne nel suo lavoro del 1646, Pseudodoxia Epidemica. Nel 1729 Stephen Gray dimostrò che l'elettricità poteva essere "trasmessa" attraverso filamenti metallici.

## I nuovi dispositivi meccanici

### Dispositivi di calcolo
John Napier fu colui che introdusse i logaritmi, che divennero un potente strumento matematico. Con l'aiuto del prominente matematico Henry Briggs, la loro tavola logaritmica incarnava un avanzamento computazionale che rese i calcoli a mano molto più veloci. I bastoncini di Nepero utilizzavano un set di righe numerate come strumento di moltiplicazione, che sfruttavano la moltiplicazione araba. Si era aperta la strada verso successivi progressi scientifici, in particolare in astronomia e dinamica.
Nel 1623, all'Università di Oxford, Edmund Gunter costruì il primo dispositivo analogico per aiutare la computazione. La "Scala di Gunter" era un'ampia scala piana, incisa con diverse scalette, o linee. Le linee naturali, come per esempio la linea delle corde, la linea dei seni e delle tangenti, erano messe su un lato della scala e le corrispondenti linee artificiali o logaritmiche sull'altro lato. Questo aiuto al calcolo era un predecessore del regolo calcolatore. Fu William Oughtred, che per primo utilizzò due di queste scale scorrendole vicine per eseguire direttamente moltiplicazioni e divisioni, e così viene accreditato come l'inventore del regolo calcolatore nel 1622..

Nel Seicento, Blaise Pascal, filosofo e scienziato, progettò una macchina da tavolo, basata su speciali ingranaggi, capace di effettuare somme e sottrazioni: da lui, prese il nome di Pascalina. Pascal non fu il solo filosofo ad occuparsi di matematica e a cercare una soluzione per il problema del calcolo: anche Leibniz ideò un sistema per il computo automatico. Nei secoli seguenti, innumerevoli varianti vennero progettate. Si trattava di macchine da appoggiare su un piano, in cui venivano impostati, su quadranti particolari o tramite cursori, i valori su cui operare (gli addendi per un'addizione e così via), si sceglieva l'operazione da svolgere e si agiva su una manovella per far ruotare gli ingranaggi, che a loro volta fornivano in apposite finestrelle i risultati. La maggior parte di questi dispositivi effettuava addizioni e sottrazioni; alcune anche moltiplicazioni e divisioni.

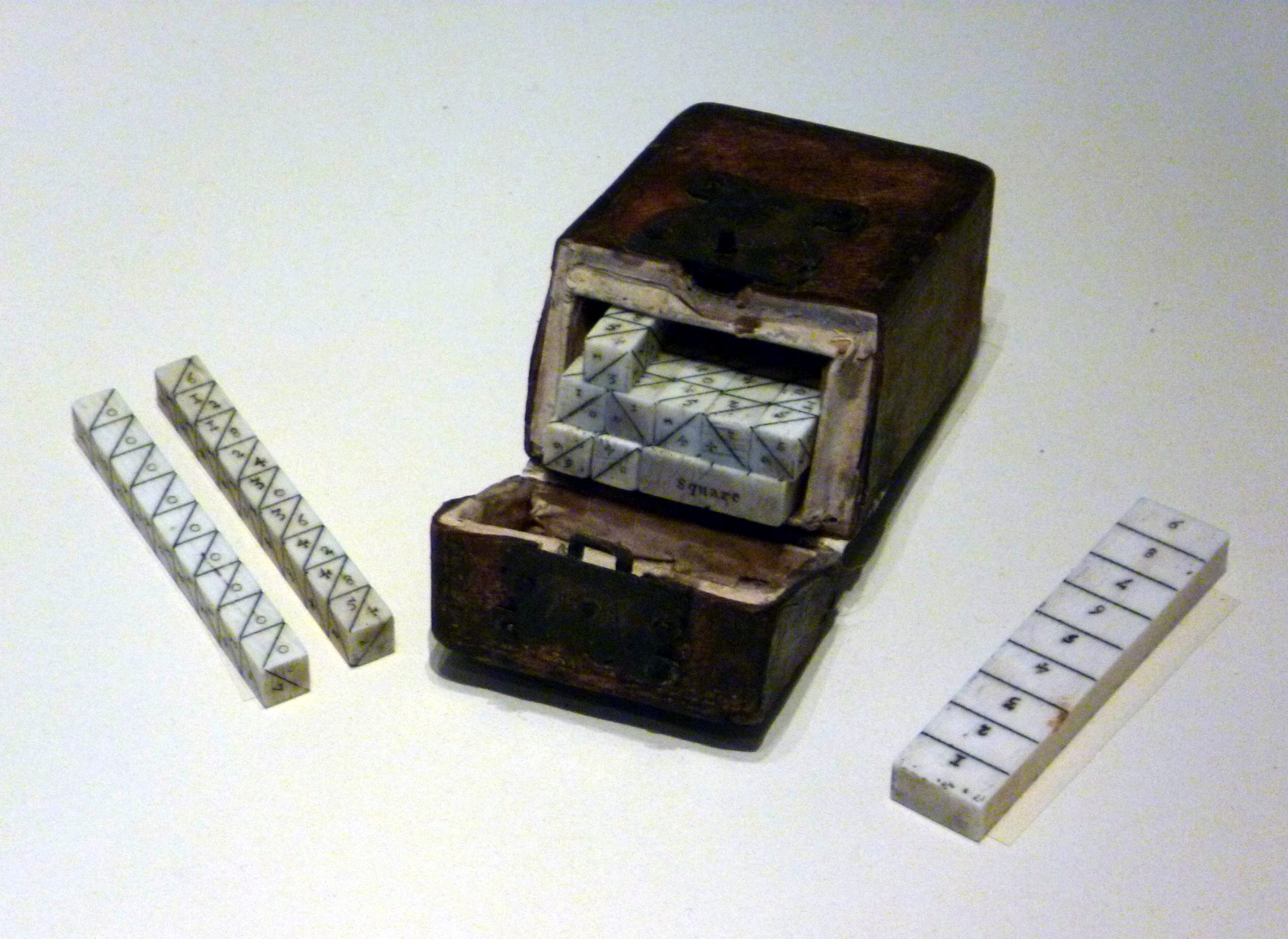
Un set di bastoncini di Nepero in avorio, un primitivo dispositivo di calcolo inventato da John Napier

### Macchine industriali

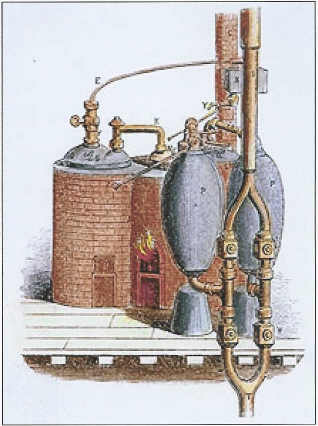
Il motore di Savery fu il primo motore a vapore di successo

Denis Papin è molto conosciuto per la sua invenzione pionieristica del digestore a vapore, il precursore del motore a vapore. Il primo motore a vapore funzionante venne brevettato nel 1698 dall'inventore Thomas Savery, come «una nuova invenzione per l'innalzamento dell'acqua e la provocazione di moto per ogni sorta di lavoro impegnativo dovuto all'impellente forza del fuoco, che sarà di grande utilità e vantaggio per prosciugare le miniere, servire le città di acqua, e per il lavoro di ogni sorta di mulino che si trovi dove non ci sia il beneficio dell'acqua o di venti costanti». L'invenzione fu mostrata alla Royal Society il 14 giugno 1699 e la macchina fu descritta da Savery nel proprio libro The Miner's Friend, o, An Engine to Raise Water by Fire (1702), nel quale egli affermava di poter pompare l'acqua dalle miniere. Thomas Newcomen perfezionò il motore a vapore pratico per pompare l'acqua, il motore a vapore Newcomen. Di conseguenza, egli può essere considerato un antenato della Rivoluzione industriale.
Abraham Darby I fu il primo, e più famoso, di tre generazioni della famiglia Darby che giocò un importante ruolo nella Rivoluzione industriale. Egli sviluppò un metodo per produrre ferro di alto livello in un altoforno rifornito da coke piuttosto che da charcoal. Questo fu un grande passo in avanti nella produzione del ferro in quanto materiale grezzo durante la Rivoluzione industriale.

### Telescopi
I telescopi rifrattori apparirono per la prima volta in Olanda nel 1608, apparentemente il prodotto dei creatori degli occhiali, che sperimentavano con le lenti (l'inventore è sconosciuto ma Hans Lippershey chiese per primo il brevetto, seguito da Jacob Metius di Alkmaar). Galileo fu uno dei primi scienziati a utilizzare questo nuovo strumento per le proprie osservazioni astronomiche nel 1609.
Il telescopio riflettore fu descritto da James Gregory nel suo libro Optica Promota (1663). Egli sostenne che uno specchio con la forma simile alla parte di una sezione conica, avrebbe corretto l'aberrazione sferica che difettava l'accuratezza dei telescopi rifrattori. Il suo progetto, il telescopio gregoriano, tuttavia, rimase solo su carta.
Nel 1666, Isaac Newton sostenne che i difetti dei telescopi rifrattori erano fondamentalmente dovuti alla lente, che rifrangeva la luce di differenti colori in modo differente. Egli concluse che la luce non poteva essere rifratta per mezzo di una lente senza causare aberrazioni cromatiche. Da questi esperimenti, Newton concluse che non poteva essere apportato alcun miglioramento nel telescopio rifrattore. Tuttavia, egli fu abile nel dimostrare che l'angolo di riflessione rimaneva lo stesso per ogni colore, così decise di costruire un telescopio riflettore. Esso fu completato nel 1668 ed è il telescopio riflettore funzionale più antico noto.
Cinquant'anni dopo, John Hadley sviluppò modi per realizzare specchi asferici e parabolici di precisione per telescopi riflettori, costruendo il primo telescopio parabolico newtoniano e un telescopio gregoriano con specchi sagomati accuratamente. Questi furono mostrati con successo alla Royal Society.

### Altri dispositivi
L'invenzione della pompa a vuoto aprì la strada agli esperimenti di Robert Boyle e Robert Hooke sulla natura del vuoto e della pressione atmosferica. Il primo apparecchio fu realizzato da Otto von Guericke nel 1654. Era costituito da un pistone e da un cilindro a pistola ad aria con lembi che potevano succhiare l'aria da qualunque vaso a cui fossero collegati. Nello stesso anno egli aspirò l'aria da due emisferi congiunti e dimostrò che una coppia di cavalli non era in grado di tirarla via. La costruzione della pompa ad aria fu notevolmente migliorata da Robert Hooke nel 1658.
Evangelista Torricelli fu meglio conosciuto per la sua invenzione del barometro a mercurio. La motivazione dell'invenzione era quella di migliorare le pompe ad aspirazione utilizzate per prelevare l'acqua dalle miniere. Torricelli costruì un tubo sigillato riempito di mercurio, posto verticalmente in una bacinella con la stessa sostanza. La colonna di mercurio scendeva verso il basso, lasciando sopra un "vuoto torricelliano".

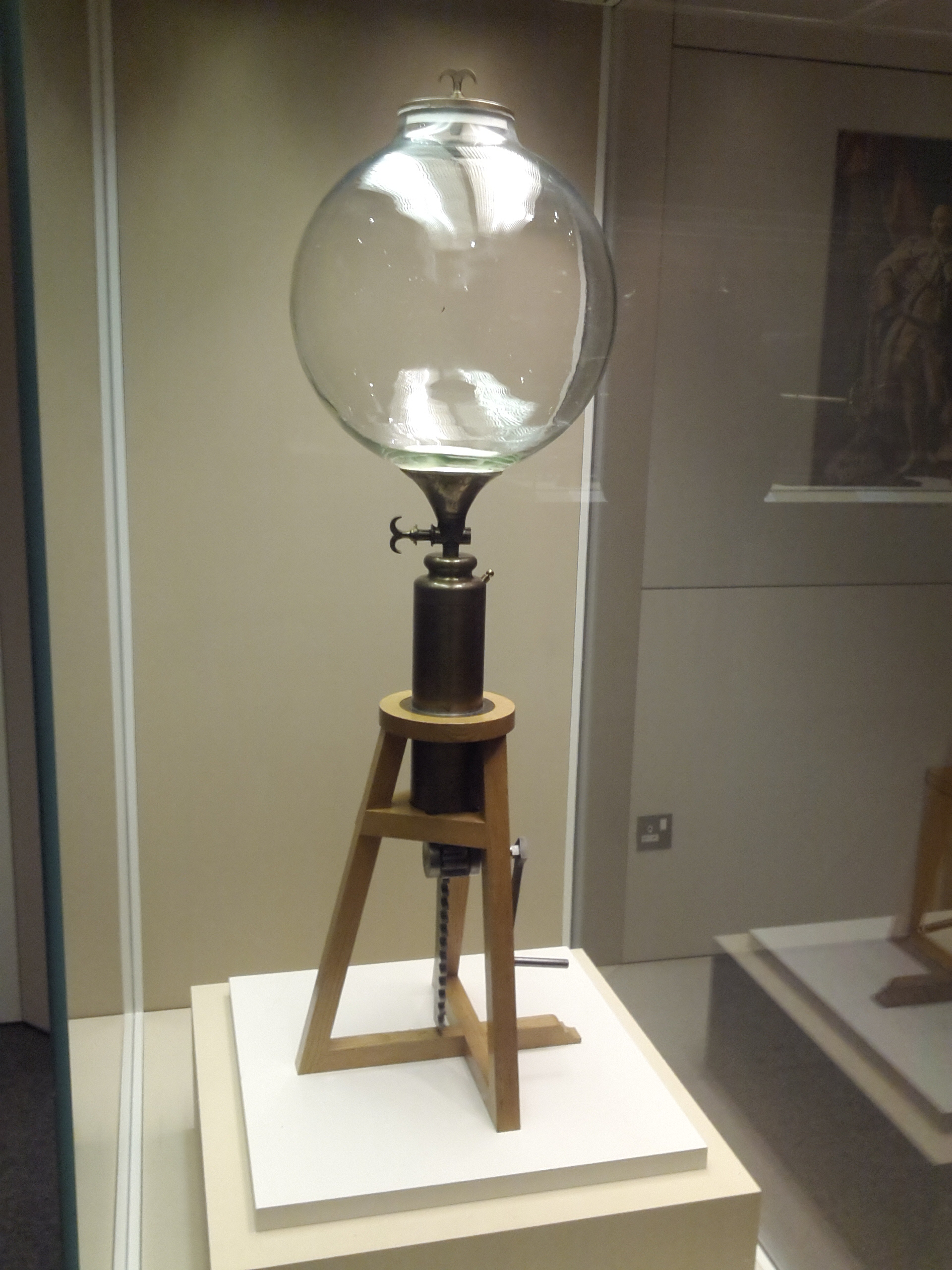
Replica della pompa ad aria di Robert Boyle
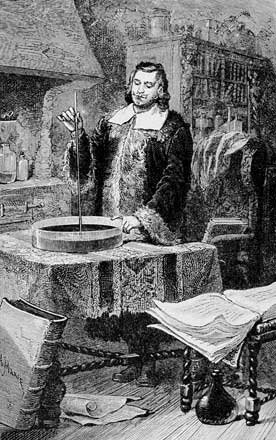
Torricelli esegue il suo famoso esperimento
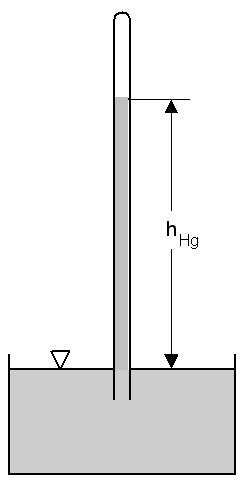
Schema del barometro di Torricelli

## Rivoluzione scientifica e filosofia
Di seguito sono elencati i punti chiave del rapporto tra la Rivoluzione scientifica e la filosofia, come con altre teorie non-scientifiche:
- La scienza non è sapere di essenze: durante i centocinquant'anni che corrono tra Copernico e Newton, non muta soltanto l'immagine del mondo. Interconnesso con tale mutamente è il cambiamento – anch'esso lento, tortuoso, ma decisivo – delle idee sull'uomo, sulla scienza, sull'uomo di scienza, sul lavoro scientifico e sulle istituzioni scientifiche, sui rapporti tra scienza e società, sulle relazioni tra scienza e filosofia e tra sapere scientifico e fede religiosa. Insieme alla cosmologia aristotelica, la Rivoluzione scientifica porta al rifiuto delle categorie, dei principi e delle pretese essenzialistiche della filosofia aristotelica.[4] Il vecchio sapere pretendeva di essere sapere di essenze[64], scienza fatta di teorie e concetti definitivi. Ma il processo della Rivoluzione scientifica confluirà nell'idea di Galileo il quale afferma che cercare le essenze è impresa impossibile e vana. Non più il che cosa ma il come; non più la sostanza, ma la funzione, viene indagata dalla scienza galileiana e post-galileiana.[4]
- Presenza del Neoplatonismo: possiamo dire con una certa cautela che il Neoplatonismo è la "filosofia" della Rivoluzione scientifica; e in ogni caso, esso è di certo il presupposto metafisico dell'asse portante della rivoluzione astronomica.[4]
- Presenza della tradizione magica ed ermetica: la più recente storiografia ha messo in rilievo, con abbondanza di dati, la rilevante presenza della tradizione magica e di quella ermetica all'interno di quel processo che porta alla scienza moderna. La scienza moderna è infatti anche l'esito di un lungo e tortuoso processo in cui si intrecciano la mistica neoplatonica, la tradizione ermetica, la magia, l'alchimia e l'astrologia.[4] È il caso di Copernico, che si richiama all'autorità di Ermete Trismegisto (oltre che a quella dei neoplatonici) per legittimare il suo eliocentrismo. Ma via via che prende consistenza quella nuova forma di sapere che è la scienza moderna, l'altra forma di sapere – cioè la magia – verrà progressivamente distinta e combattuta come forma di pseudoscienza e di sapere spurio.[4] Da un lato, i maghi si troveranno completamente "spiazzati" dagli scienziati, che, perseguendo l’ideale di un sapere pubblico e intersoggettivamente verificabile, distruggevano il concetto stesso di un sapere occulto; dall'altro, gli astrologi si vedranno contestare tutto quell'insieme di credenze cosmologiche, legate a un universo pre-copernicano, che costituiva la base teorica delle loro pratiche divinatorie.
- La pubblicità del sapere: La scienza è un sapere intersoggettivo, poiché i suoi procedimenti vogliono essere "pubblici", cioè accessibili a tutti, e le sue scoperte pretendono di essere universalmente valide, ossia "controllabili", in linea di principio, da ognuno.[65] In tal modo, la scienza moderna si stacca nettamente dalla magia e dalle discipline occulte, le quali, presupponendo una concezione "sacerdotale" o "iniziatica" del sapere, considerano la conoscenza come patrimonio di una cerchia ristretta di individui, che lavorano in segreto, senza esibire alla luce del sole i metodi delle proprie ricerche. Da ciò l’equazione "scienza = sapere universale", affermata con vigore da Galilei in poi.[65]

## Le forze avverse

### Ostilità tra il copernicanesimo e la Chiesa
Copernico pensava che la propria teoria fosse la vera rappresentazione del cosmo. Di questo parere erano anche Keplero e Galileo. Ma ciò appariva pericoloso a quanti pensavano che la Bibbia nella sua versione letterale non potesse errare.
Nell'Ecclesiaste o Qoèlet (1,4-5) leggiamo che:
Una generazione se ne va e un'altra arriva, ma la terra resta sempre la stessa. Il sole sorge, il sole tramonta e si affretta a tornare là dove rinasce.
E da Giosuè (10,13) veniamo a sapere che Giosuè ordina al Sole di fermarsi:
Il Signore li disperse davanti a Israele e inflisse loro una grande sconfitta a Gàbaon, li inseguì sulla via della salita di Bet-Oron e li batté fino ad Azekà e a Makkedà. Mentre essi fuggivano dinanzi a Israele ed erano alla discesa di Bet-Oron, il Signore lanciò dal cielo su di loro come grosse pietre fino ad Azekà e molti morirono. Morirono per le pietre della grandine più di quanti ne avessero uccisi gli Israeliti con la spada. Quando il Signore consegnò gli Amorrei in mano agli Israeliti, Giosuè parlò al Signore e disse alla presenza d'Israele: «Férmati, sole, su Gàbaon, luna, sulla valle di Àialon». Si fermò il sole e la luna rimase immobile finché il popolo non si vendicò dei nemici. Non è forse scritto nel libro del Giusto? Stette fermo il sole nel mezzo del cielo, non corse al tramonto un giorno intero. Né prima né poi vi fu giorno come quello, in cui il Signore ascoltò la voce d'un uomo, perché il Signore combatteva per Israele. Giosuè e tutto Israele ritornarono verso l'accampamento di Gàlgala.
Ad esempio, sulla base di questi brani Lutero, Calvino e Melantone si opposero alla teoria copernicana. Lutero dirà che Copernico è un «astrologo da quattro soldi». Da parte sua il cardinale Bellarmino offrì un'interpretazione strumentalistica della teoria copernicana: essa sarebbe uno strumento capace di fare predizioni, ma non una descrizione vera e propria del mondo, la quale è rintracciabile solo nella Bibbia, che non può mai sbagliare.
Galileo era sempre più convinto che fosse necessario diffondere fra strati sempre più larghi la fede nel copernicanesimo e far sorgere, attraverso di esso, il moderno spirito scientifico nel maggior numero possibile di persone. La concezione copernicana per Galileo è il punto di convergenza di tutte le nuove ricerche scientifiche, dalla matematica, all'astronomia, alla meccanica, così che accettarla o respingerla significa accettare la metodologia che rende possibili tali scienze, o rimanere invece legati a tutti i vecchi pregiudizi. Non era attratto dalle controversie tra una confessione cristiana o l'altra o dalle prove dell'esistenza di Dio, ma si convinse che occorreva trovare un appoggio nella Chiesa, tentare ogni mezzo per convertirla alla causa della scienza, per impedire che sorgesse fra fede e scienza una frattura che avrebbe pericolosamente ritardato lo sviluppo della ricerca scientifica. Trovò appoggi nella propria attività propagandistica negli ambienti ecclesiastici, meno in quelli "laici".
Ma Galileo fu comunque accusato di eresia a motivo del copernicanesimo e poi denunciato al Sant'Uffizio, venne processato a Roma nel 1616 e gli venne ingiunto di non insegnare ne difendere con la parola e con gli scritti le teorie incriminate. Nel 1623 salì al trono pontificio, con il nome di Urbano VIII, il cardinale Maffeo Barberini, amico di Galileo, che già gli era stato favorevole. Ma nuovamente processato, nel 1633 Galileo venne condannato e costretto all'abiura. Il carcere a vita gli venne subito commutato in confino, prima presso l'amico Ascanio Piccolomini, arcivescovo di Siena, che lo tratta con molti riguardi; e successivamente nella sua casa di Arcetri, dove non avrebbe dovuto incontrare nessuno ne avrebbe potuto scrivere niente, senza previa autorizzazione.

### L'ambiente britannico
Sebbene possa sorprendere, riguardo a un'epoca di travagliatissimi conflitti a sfondo religioso, tra i quali si staglia la Guerra dei Trent'anni (dal 1618 al 1648), la divaricazione, a volte persino inconciliabile, che oggi conosciamo tra la scienza e la fede non sembra essere stato un problema per chi svolgesse una onesta ricerca scientifica nell'Inghilterra della metà del XVII secolo. Vi era consapevolezza di quanta fede servisse per svolgere questo genere di studi e, contemporaneamente, quanto utile la scienza fosse a confermare le verità religiose nelle quali si credeva. I dissidi interessavano dunque soprattutto il fronte politico.
Isaac Newton, affermando che il sistema del mondo è una grande macchina, si chiese dunque da dove avesse origine questo sistema del mondo, questo mondo ordinato e legalizzato. L'ordine del mondo mostra con tutta evidenza l'esistenza di un Dio sommamente intelligente e potente. Ma cos'altro, oltre la sua esistenza, noi possiamo asserire su Dio? Delle cose naturali, dice Newton, noi conosciamo quello che possiamo constatare con i nostri sensi: figure e colori, superfici, odori, sapori, ecc...; ma nessuno di no conosce «cosa sia la sostanza di una cosa». E se questo vale per il mondo naturale, vale assai di più quando vogliamo parlare di Dio. Quel che possiamo dire di Dio è che egli esiste, è sommamente intelligente e perfetto. E questo lo possiamo dire a partire dalla constatazione dell'ordine del mondo, giacché, per quanto riguarda Dio, «è compito della filosofia naturale parlarne partendo dai fenomeni». L'esistenza di Dio, dunque, può essere provata dalla filosofia naturale a partire dall'ordine dei cieli stellati.
I risultati che Newton si riprometteva da questa costruzione filosofica erano fondamentalmente due: da un lato, quello di fornire una nuova prova della validità della religione, appoggiandola ai risultati stessi della scienza; dall'altro, di offrire alla scienza una specie di conferma indiretta, dimostrando che essa si accorda in ultima istanza con il nucleo centrale della fede. Questo accordo della religione con la scienza e con la filosofia stava all'apice delle preoccupazioni di Newton. Ed infatti, solo sulla base di esso la ragione avrebbe potuto continuare libera e sicura per la propria via: libera da qualunque barriera metafisica precostituita, sicura che la via intrapresa non avrebbe mai condotto l'uomo moderno ad abbandonare il più sacro patrimonio trasmessogli dalla tradizione.
La realtà non tardò tuttavia a rivelarsi assai diversa da quella che Newton si era ripromessa. Malgrado i ripetuti sforzi dello scienziato di riconoscere all'architetto dell'universo i medesimi attributi che l'Antico testamento riconosceva al dio degli ebrei, tuttavia la religione fondata sull'esistenza di tale essere supremo si rivelò ben presto assai più simile a quella vaga e generica dei deisti che non a quella precisa e ben determinata dei credenti cristiani. Questi furono pertanto costretti a respingerla come un equivoco e l'eredità filosofica di Newton finì a poco a poco per diventare patrimonio esclusivo degli illuministi e dei massoni. Invece di costituire, come sperava il suo autore, la garanzia incrollabile dell'accordo tra scienza moderna e cristianesimo, essa divenne, attraverso l'opera dei suoi continuatori, il punto di maggiore frizione tra la religione «a base razionale» e la religione basata sul Vangelo.

## Galleria d'immagini

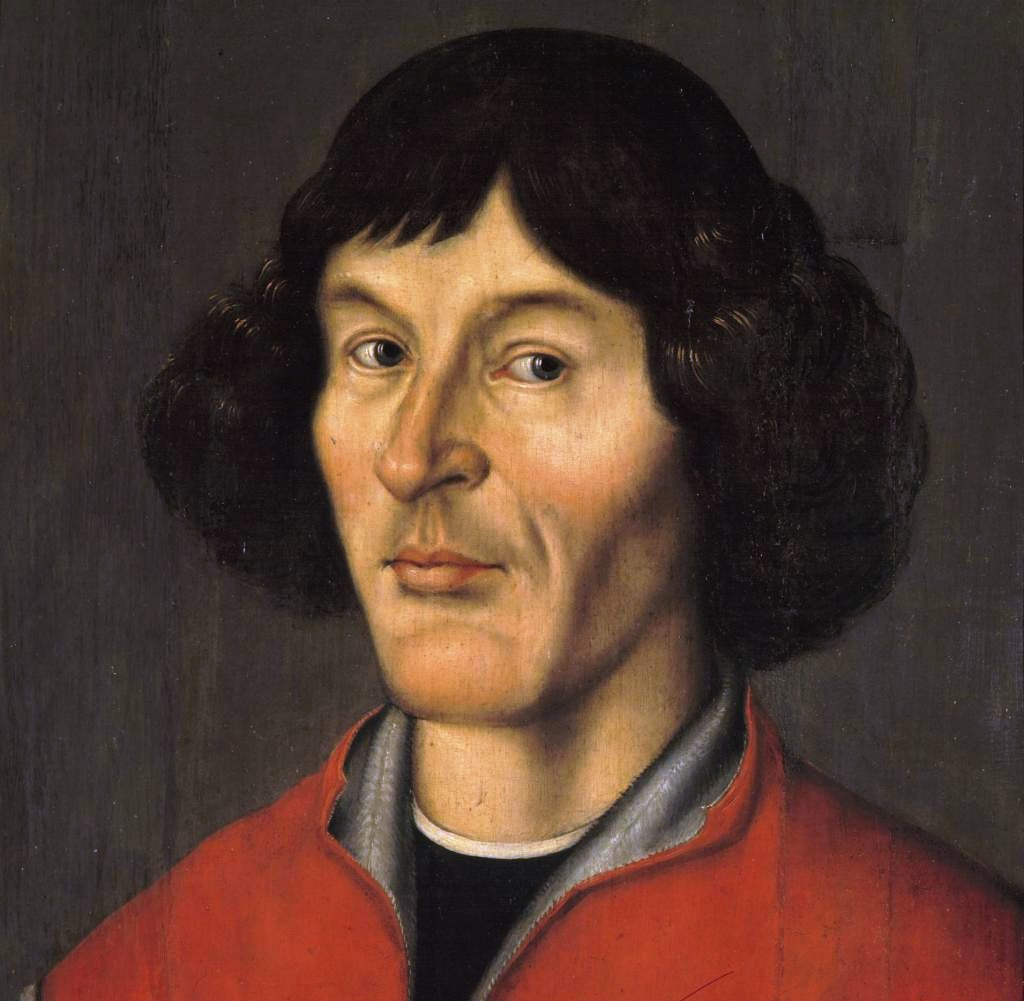
Niccolò Copernico (1473-1543)
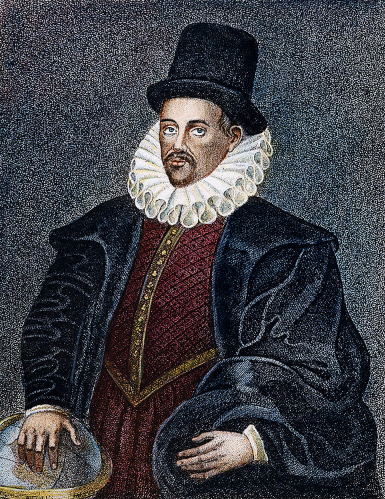
William Gilbert (1544-1603)
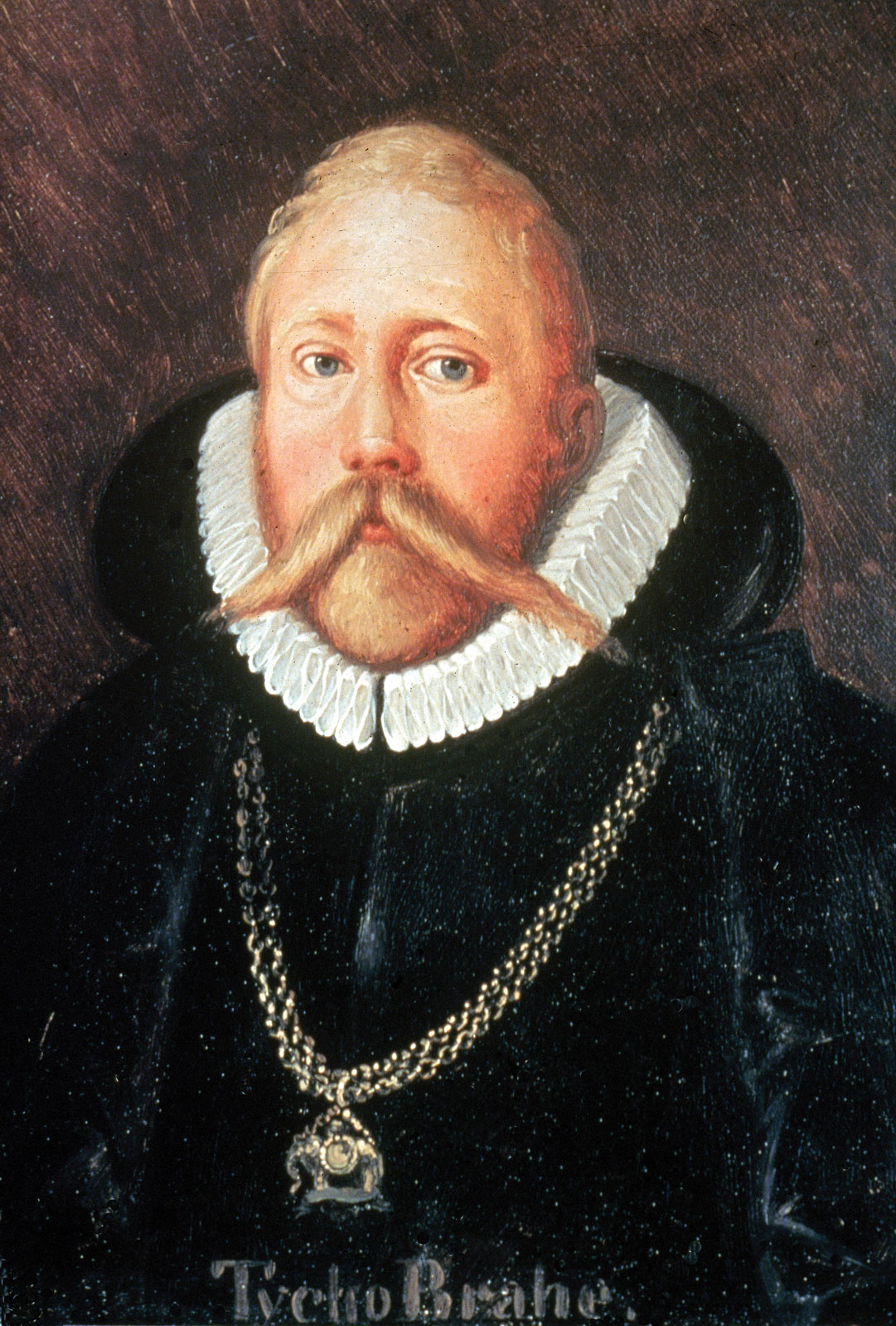
Tycho Brahe (1546-1601)
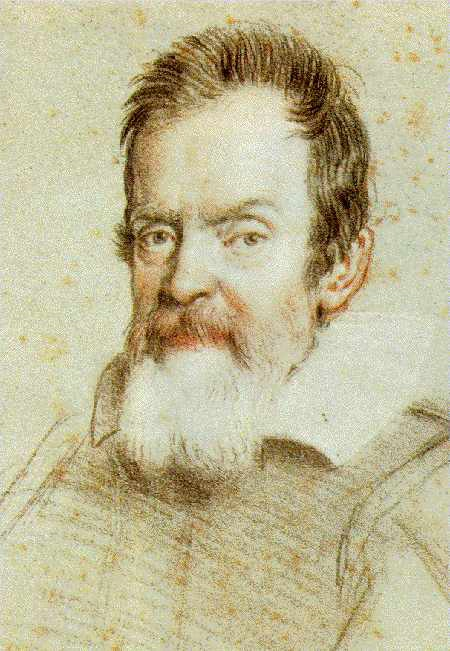
Galileo Galilei (1564-1642)
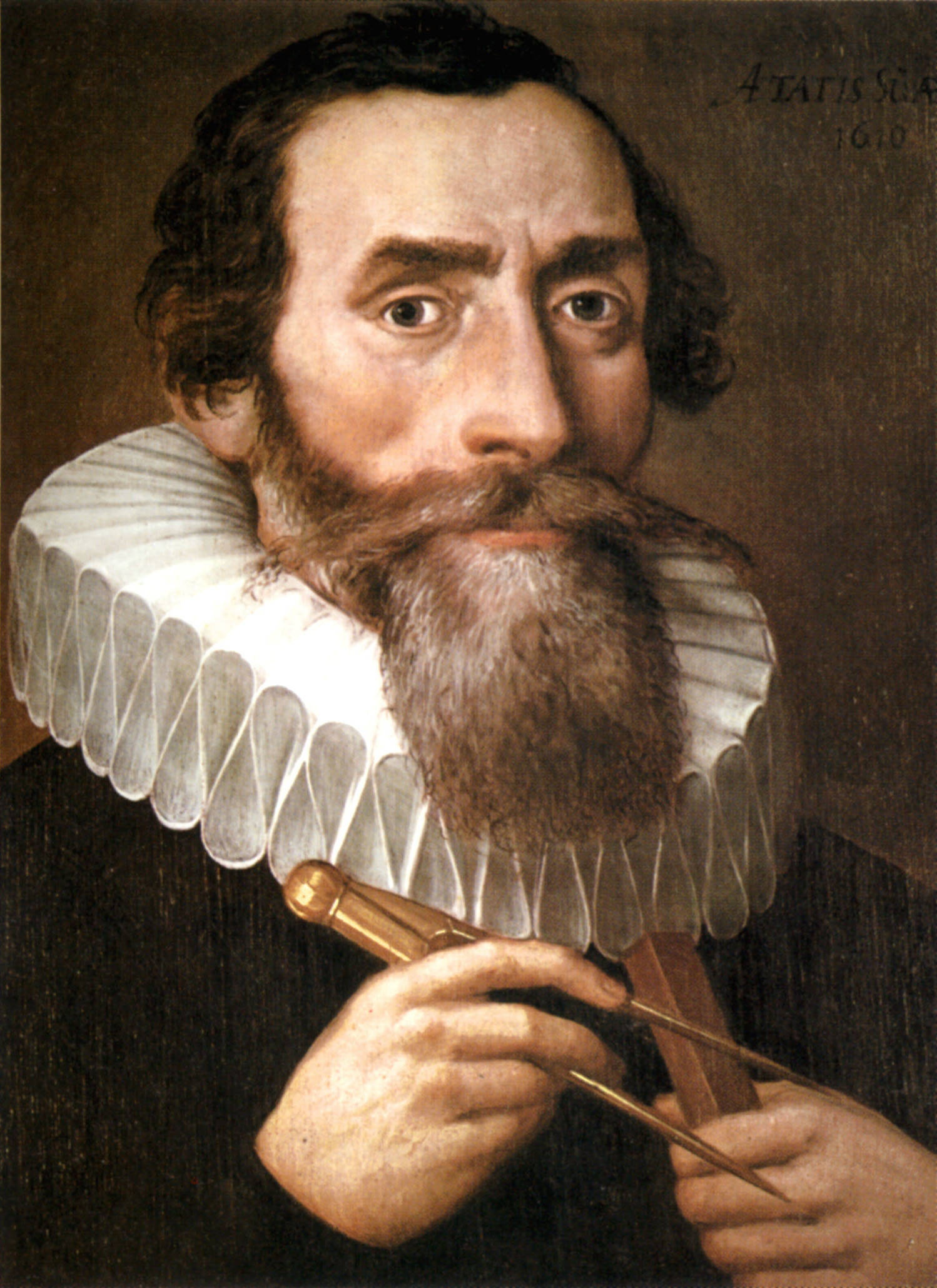
Johannes Kepler (1571-1630)
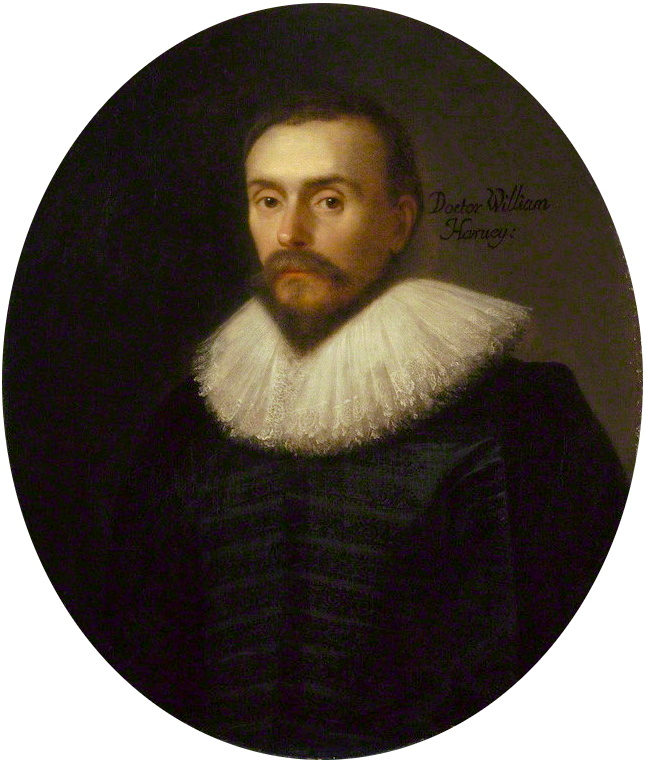
William Harvey (1578-1657)
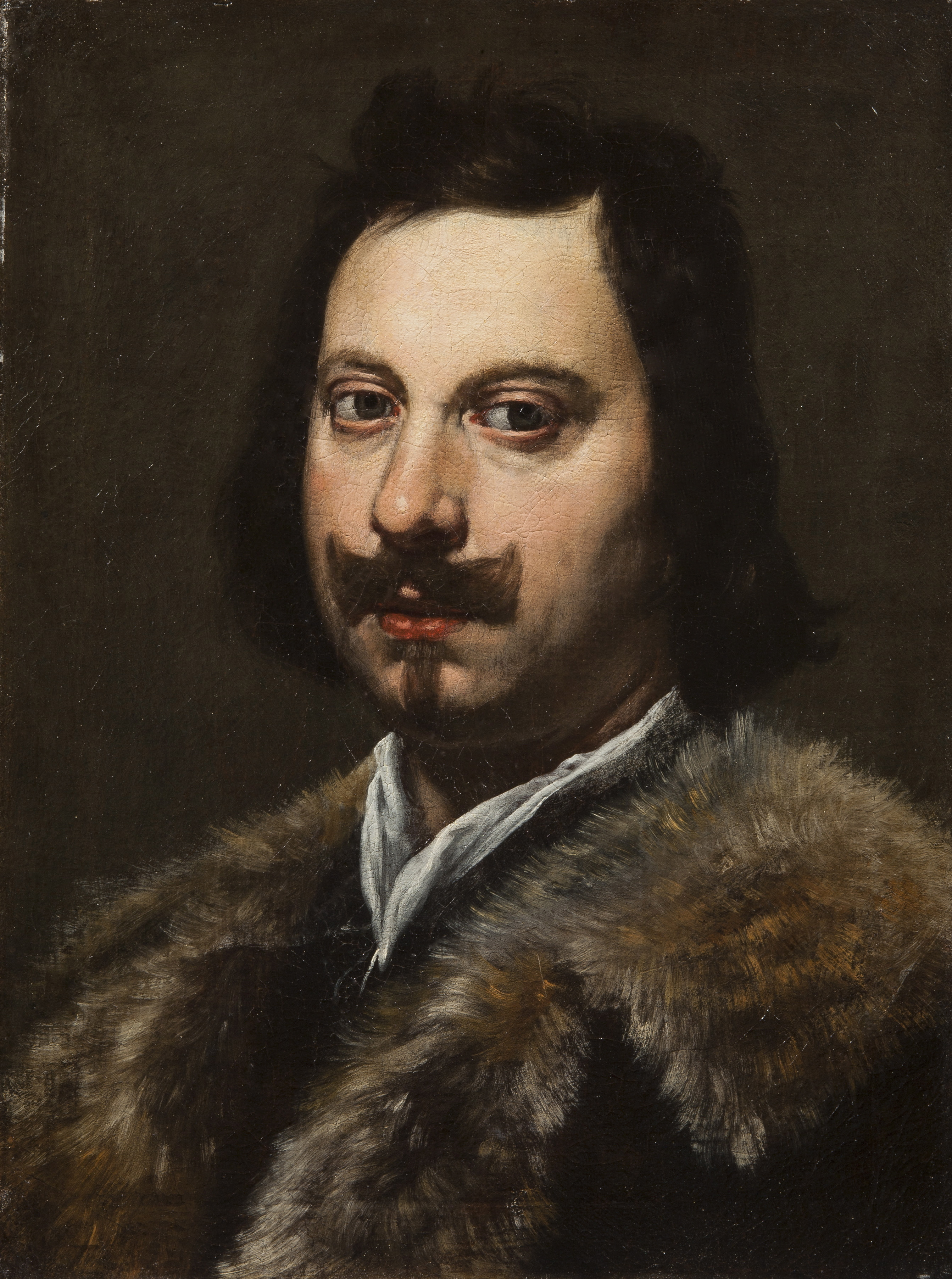
Evangelista Torricelli (1608-1647)
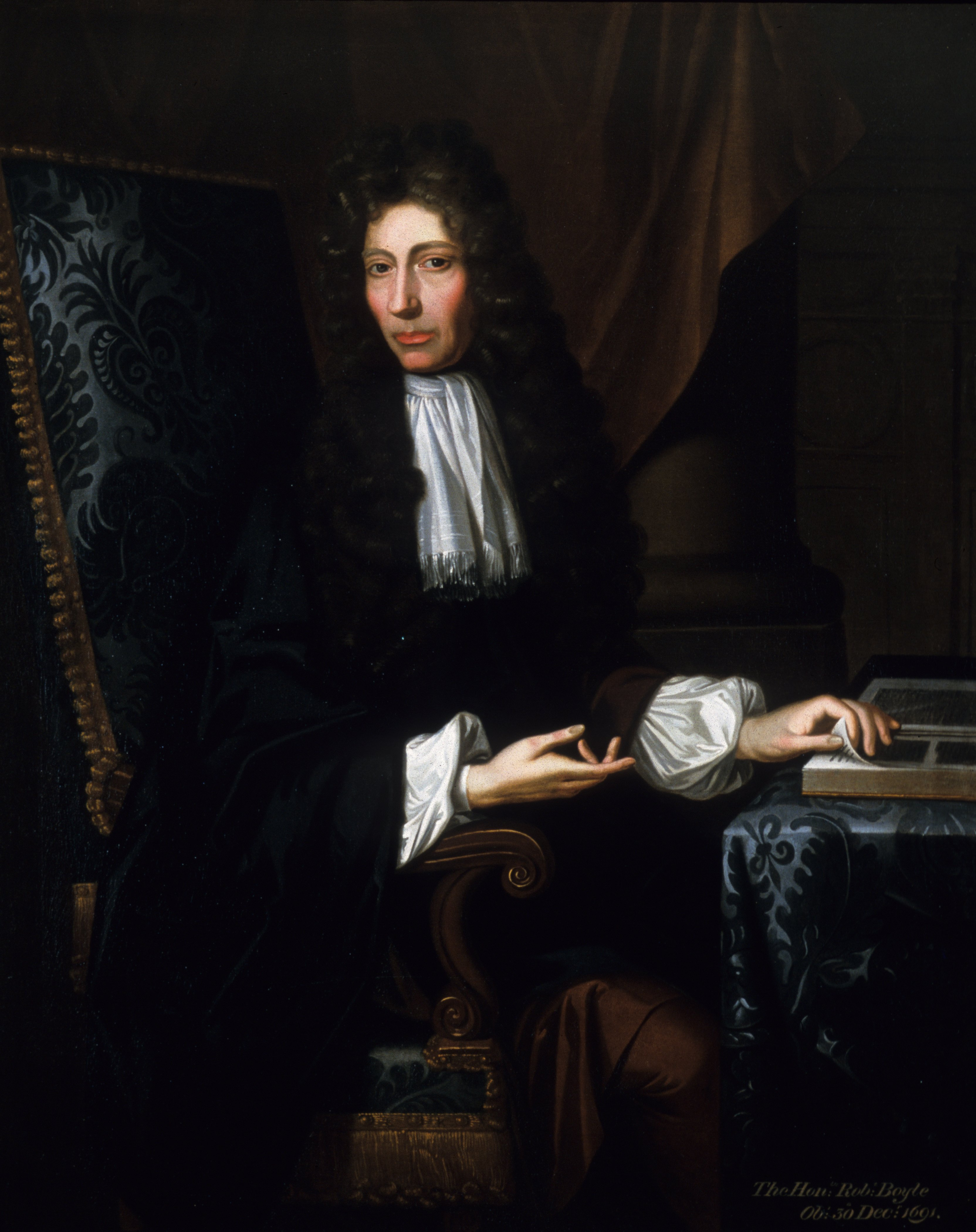
Robert Boyle (1627-1691)
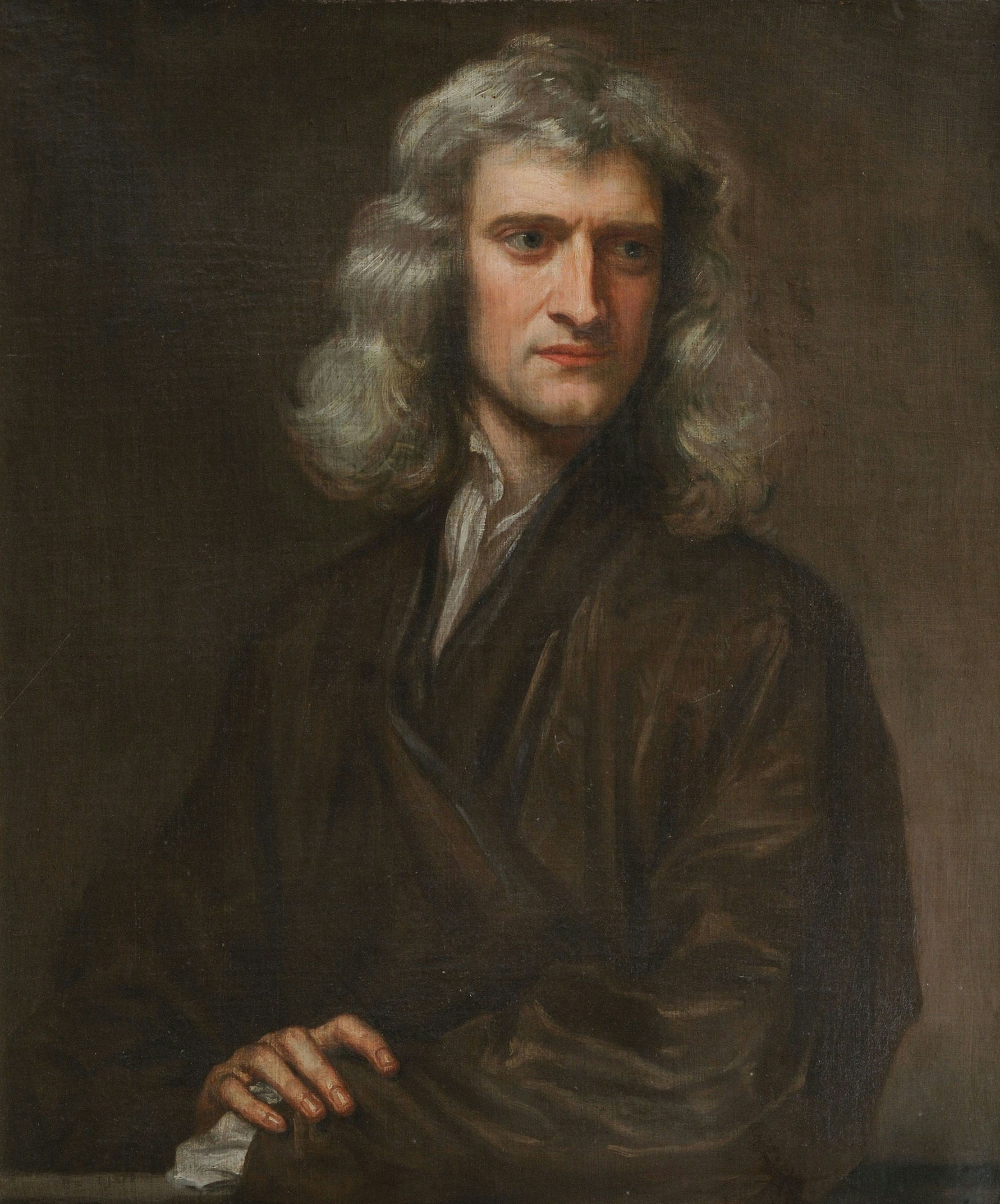
Isaac Newton (1642-1727)